# Kindstötung

Eine Mutter tötet ihr Kind, Le Petit Journal 1908

Unter Kindstötung (auch Infantizid, von lat. infanticidium) versteht man die meist durch einen Elternteil begangene Tötung eines Kindes während oder nach der Geburt. Die Tötung eines Neugeborenen wird als Neonatizid bezeichnet. Die Tötung vor Beginn der Geburt wird als Schwangerschaftsabbruch bezeichnet.

## Definition
Resnick (1970) definiert Neonatizid als die Tötung eines Kindes innerhalb von 24 Stunden nach seiner Geburt, Infantizid als die Tötung eines Kindes im Alter von einem Tag bis zu einem Jahr und Filizid als die Tötung von Kindern über dem Alter von einem Jahr.

## Statistik und Motive
Erhoben wurden 0,6 pro 100.000 Kinder unter 15 Jahren in Schweden (Somander & Rammer, 1991), bis zu 2,5 pro 100.000 Kinder unter 18 Jahren in den USA (Jason, Gilliland & Tyler, 1983) und 5 pro 100.000 Kinder in Finnland und Österreich. Es wird angenommen, dass 2 bis 10 % der Fälle, die als plötzlicher Kindstod registriert werden, einem gewalttätigen Motiv unterliegen und in Wirklichkeit Kindstötungen sind (Emery, 1985).
Zwischen zwei Drittel und drei Viertel der Kindstötungen werden durch die leiblichen Mütter verübt. Laut einer Studie von Raič war in 18 % der Fälle der Vater der Täter.
Resnick untersuchte 1969 131 gerichtliche Fälle, in denen Mütter ihre Kinder getötet hatten, anhand von Befragungen und teilte diese Fälle nach Motiven in fünf Kategorien ein (ausgenommen Neonatizid):
- Altruistischer Filizid: Tötung in Kombination mit Suizid des Täters oder um das Kind vor realem oder imaginärem Leid zu bewahren (56 % der Fälle).
- Akut psychotischer Filizid: Tötung unter dem Einfluss von psychotischen Symptomen, Epilepsie oder Delir (24 %).
- Tötung eines ungewollten Kindes (11 %).
- Unbeabsichtigter Filizid oder „fatal battered child syndrome“: unbeabsichtigte Tötung eines Kindes aufgrund körperlicher Misshandlung (7 %).
- Rache am Ehepartner: Tötung des gemeinsamen Kindes, um dem Ehepartner Leid zuzufügen (2 %)

Später definierte Wilczynski (1997) folgende Motive unabhängig vom Geschlecht der Täter:
- „retaliating killings“: Tötung des gemeinsamen Kindes, um sich am (Ex-)Partner zu rächen,
- Eifersucht auf oder Ablehnung durch das Opfer, wobei meist der Vater der Täter ist,
- ungewolltes Kind als häufigster Grund für Neonatizid,
- übermäßige körperliche Bestrafung des Kindes bei Weinen oder Ungehorsam,
- Altruismus: „mercy killing“ eines kranken oder geistig retardierten Kindes oder aufgrund einer Wochenbettdepression,
- psychotischer Elternteil,
- Münchhausen-Stellvertretersyndrom,
- sexueller Missbrauch,
- Vernachlässigung ohne Absicht, das Kind zu verletzen oder zu töten, sowie unbekannte Gründe.

Ältere Untersuchungen fokussierten hauptsächlich die Motive der Mütter, später, dass nach D’Orbans (1979) eine prozentuale Mehrzahl bei Männern zu der Gruppe „Eltern, die ihre Kinder misshandeln“ anteilig sind. Meist ging in diesen Fällen hierbei ein Stimulus des Kindes voraus (Weinen, Erbrechen, Weigerung zu essen etc.). Die aktuelle polizeiliche Kriminalstatistik geht von einem Hellfeld-Anteil von 43,5 % Täterinnen bei Kindesmisshandlung aus. Neonatizide werden dagegen von Vätern statistisch weniger begangen (Stanton & Simpson, 2002) und es ist nur ein Fall einer Verurteilung bekannt.
Die offizielle Polizeiliche Kriminalstatistik in Deutschland weist eine Abnahme der registrierten Fälle von Kindstötungen auf. Im Jahr 2006 wurden 202 Kinder Opfer von Tötungsdelikten, 2000 waren es noch 293. In 37 Fällen handelte es sich dabei um Mord, in 55 Fällen um Totschlag und in zwölf Fällen um Körperverletzung mit Todesfolge. Eine Studie des Kriminologischen Forschungsinstituts Niedersachsen, die für die Jahre 1997 bis 2006 Tötungen von Kindern unter sechs Jahren in Deutschland anhand von gerichtlich abgeschlossenen Fällen untersuchte, konnte über diese zehn Jahre insgesamt 535 Fälle einbeziehen. Die Zahlen zeigten für diese Zeit eine erhöhte Rate von Neugeborenentötungen in vier ostdeutschen Bundesländern, doch es konnte nicht mit Sicherheit darauf geschlossen werden, dass diese höheren Zahlen tatsächlich auf mehr Kindstötungen zurückgehen. Die Langzeit-Untersuchung von Werner Johann Kleemann, Direktor des Instituts für Rechtsmedizin der Universität Leipzig, kam unterdessen zu dem Ergebnis, dass es keine Belege dafür gibt, dass Kinder im Osten Deutschlands häufiger an Misshandlung oder Vernachlässigung sterben als im Westen.
2015 wurden in Deutschland 16 Kinder ermordet. Die Wahrscheinlichkeit, dass ein Kind in Deutschland ermordet wird, liegt pro Tag bei rund 1 zu 200.000.000.

### Kindstötungen in sogenannten Entwicklungsländern
Insbesondere in Ländern, in denen vorehelicher Geschlechtsverkehr gesellschaftlich sanktioniert wird und/oder in denen keine medizinischen Verhütungsmethoden zur Verfügung stehen bzw. das Wissen darum gering ist, kommt es regelmäßig zu Kindestötungen. In Pakistan, einem Land, das von einer konservativ-islamischen Männergesellschaft dominiert wird, in dem Abtreibung und Ehebruch strafbar und zum Teil mit der Todesstrafe bedroht sind, kommt es nichtsdestoweniger vielfach zu unerwünschten außerehelichen Schwangerschaften und Geburten. Nach Schätzungen der pakistanischen Edhi Foundation ereignen sich deswegen jedes Jahr etwa 1100 Tötungen von Neugeborenen. Die zum Teil grausam getöteten Säuglinge werden häufig einfach im Müll entsorgt.

## Geschichte
Seit der Antike kennt die Gesellschaft die Tötung des Nachwuchses in Zeiten der Not, des Hungers oder aus anderen Beweggründen. Große Philosophen wie Platon und Seneca befürworteten die verbreitete Sitte der Aussetzung bzw. aktiven Tötung „missgestalteter“ Neugeborener. Dagegen berichtete Tacitus, dass Juden es als Verbrechen ansehen, spätgeborene Kinder zu töten. Und Flavius Josephus bezeugte im 1. Jahrhundert, dass es im Judentum verboten ist, Abtreibung zu verursachen.
Im römischen Reich erstreckte sich die patria potestas des Familienoberhauptes auch auf Leben und Tod aller Familienangehörigen. Neugeborene mussten ihm zu Füßen gelegt werden und er entschied, ob das Kind aufgezogen wurde. Abgewiesene Kinder wurden allerdings oft nicht getötet, sondern ausgesetzt und konnten von jedermann als Sklaven aufgezogen werden. Dieses Recht wurde erst im Jahr 374 n. Chr. nach der zunehmenden Dominanz des Christentums, das jüdische Rechtskultur vermittelte, im Römischen Reich abgeschafft. Das Verbot musste mit drakonischen Strafen durchgesetzt werden. Der tatsächliche Stellenwert des Tötungsrechts eines römischen Vaters über seine Töchter und Söhne ist in der Forschung aber umstritten. Tötungen heranwachsender oder erwachsener Kinder sind nur in 15 Fällen überliefert. Nahezu alle davon können aber zugleich oder vorrangig auf andere Rechtsgrundlagen zurückgeführt werden, so dass das ius vitae necisque möglicherweise keine reale Rechtsnorm war, sondern eine eher allegorisch zu verstehende Betonung der häuslichen Macht des Familienvaters.
In der Kanalisation eines Badehauses im spätantiken Askalon wurden hunderte von Kinderskeletten gefunden. Die Knochen männlicher Neugeborener überwiegen deutlich, wie eine DNA-Analyse ergab. Man vermutet, dass das Badehaus auch als Bordell genutzt wurde und die Knochen den systematischen Infantizid männlicher Kinder anzeigen. Männliche Nachkommen konnten im Allgemeinen nicht in die beruflichen Fußstapfen der Mütter treten und diese somit entlasten. In der Umgebung der Ruinen von römischen Bordellen wurden wiederholt zahlreiche Baby-Skelette gefunden.
Im Kaiserreich China wurden seit dem Altertum vor allem weibliche und missgestaltete Nachkommen getötet oder dem Tod überlassen, indem sie nach der Geburt ausgesetzt oder „nicht hochgehoben“ (buju 不舉) wurden. Zu solcher Geschlechtsselektion vermerkt die legistische Quelle Han Feizi (3. Jh. v. Chr.): 父母之於子也，產男則相賀，產女則殺之.⋯慮其後便, 計之長利也. „(Mit dem Verhalten von) Eltern gegenüber (ihren) Kindern (ist es so): Wird ihnen ein Junge geboren, dann gratulieren sie sich gegenseitig; wird ihnen ein Mädchen geboren, dann töten sie es. [… Dass es so ist, ist, weil die Eltern] ihre spätere Bequemlichkeit im Sinn haben und für einen langfristigen Vorteil planen.“
Im mittelalterlichen jüdisch-christlichen Europa waren die Gründe für eine Kindstötung vorwiegend Unehelichkeit des Kindes und die Armut der Eltern (Moseley, 1986), aber auch Fehlbildungen des Kindes.
Vom Mittelalter bis in die Neuzeit kam es nicht selten vor, dass Eltern ihr Kind töteten, aussetzten oder verkauften, da sie es nicht ernähren konnten. Vor diesem Hintergrund entstanden Geschichten wie die von Hänsel und Gretel. Zu dieser Zeit wurden in Europa Kindstötungen oft wie der Mord an Erwachsenen bestraft.
In Hungersnöten, zum Beispiel durch Missernten oder Kriege, gab es auch Fälle von kannibalistischen Kindstötungen, aber absichtliche Schlachtungen blieben stets die Ausnahme unter notgedrungener Leichenfledderei. Das intentionale Töten des eigenen oder fremden Nachwuchses zum Verzehr gilt in weiten Teilen der Welt allerdings seit jeher als einer der größten Tabubrüche und wurde daher immer wieder als Anschuldigung in Propaganda und Verfolgung zur Dehumanisierung anderer (bspw. „Hexen“ und Juden) verwendet sowie literarisch verarbeitet, zum Beispiel in Schneewittchen.
1516 erließen die Bambergische Peinliche Halsgerichtsordnung und die Gerichtsordnung Kaiser Karls V. neue Vorschriften, die als übliche Strafe für Kindsmörder Pfählen, lebendiges Begraben oder Auseinanderreißen des Körpers mit glühenden Zangen vorsahen. Sie sollten als Abschreckung dienen. Das Motiv bzw. die Umstände wurden bei diesem Tatstrafrecht (nur die Tat zählt, nicht die Ursachen oder das Motiv) nicht beachtet, weshalb die Strafen auch keine abschreckende Wirkung hatten.
Im 17. und 18. Jahrhundert stieg die Zahl der Morde vor allem an außerehelich geborenen Kindern an, da die Frauen den Pranger und die öffentliche Züchtigung fürchteten. Hinzu kamen Heiratsbeschränkungen, durch die eine eheliche Geburt in vielen Fällen von vornherein unmöglich war. Angesichts des Anstiegs der Tötungen begann Mitte des 18. Jahrhunderts ein Umdenkprozess. Der Wandel in der medizinischen Ausbildung an den Universitäten und die schrittweise Einführung gerichtsmedizinischer Begutachtung in den verschiedenen Reichsterritorien führten zum Beginn einer „Psychiatrisierung“ der Tat. Allerdings wurde hier juristisch – bis noch vor wenigen Jahren – genau zwischen verheirateten und ledigen Täterinnen (§ 217) unterschieden. Letzteren wurde nach oft verheimlichter Schwangerschaft weiterhin rationales und somit egoistisches Handeln unterstellt, während Ehefrauen per se als geistig verwirrt galten. Ihnen drohte ja keine entehrende Strafe nach einer Entbindung. Aufgrund der Verbreitung von Kindsmord-Geschichten durch medizinische Fallsammlungen entstanden in der Folge auch literarische Texte zu diesem Thema. (zum Beispiel Wagners „Die Kindermörderin“ (Drama) oder die Gretchentragödie aus Goethes „Faust. Eine Tragödie“.)
Ende des 18. Jahrhunderts wurden Todesstrafen für Kindsmorde seltener und 1813 wurde im Strafgesetzbuch für das Königreich Bayern eine Zuchthausstrafe dafür festgelegt (bis 1848 war in Wiederholungsfällen die Todesstrafe vorgeschrieben).

## Geschlecht der getöteten Kinder
In fast allen Gesellschaften, in denen Kindstötung praktiziert wird, sind insbesondere weibliche Kinder betroffen (Femizid, vgl. Geschlechtsselektive Abtreibung). Die Tötung weiblicher Kinder tritt üblicherweise in patriarchalischen Kulturen auf, in denen es eine starke Präferenz für Männer und eine Entwertung von Frauen gibt. Frauenfeindlichkeit sowie bestimmte ökonomische Aspekte werden als die zwei wichtigsten Gründe dafür angegeben, dass die Tötung weiblicher Kinder häufiger ist als die Tötung männlicher Kinder. Die meisten Religionen verurteilen Kindstötung, unabhängig vom Geschlecht, seit jeher.

## Rechtslage

### Deutschland (bis 1998)
Bis zum 31. März 1998 gab es im Strafgesetzbuch (StGB) mit § 217 alter Fassung (a. F.) eine spezielle Norm im Rahmen der Straftaten gegen das Leben, die mit Kindestötung benannt war. Aufgehoben wurde sie mit dem Sechsten Gesetz zur Reform des Strafrechts. 
Dieser Tatbestand legte einen milderen Strafrahmen fest und stellte gegenüber anderen Tötungsdelikten eine Privilegierung dar. Damit verdrängte der damalige § 217 a. F. StGB den Totschlag bzw. Mord.
Der Tatbestand der Kindestötung umfasste die Tötung des nichtehelichen Kindes durch die Mutter während oder unmittelbar nach der Geburt. Die angedrohte Mindestfreiheitsstrafe waren 3 Jahre, daher hatte das Delikt Verbrechenscharakter im Sinne von § 12 StGB. Die Höchststrafe betrug fünfzehn Jahre Freiheitsstrafe. Minder schwere Fälle hatten einen Strafrahmen von sechs Monaten bis fünf Jahren (bis 1953 (Bundesrepublik) bzw. 1968 (DDR) betrug die Strafe mindestens 2 Jahre).
Die Privilegierung ergab sich aus der psychischen Zwangslage der Mutter, ein Kind unter den Umständen der Nichtehelichkeit zu gebären oder geboren zu haben. Durch die gesellschaftliche Entwicklung, die inzwischen die Nichtehelichkeit (früher: Unehelichkeit) von Kindern als gewöhnlich akzeptiert, ist der Tatbestand obsolet geworden. Die psychische Zwangslage der Mutter aufgrund einer Geburt kann heute aber zur Annahme eines minder schweren Falls des Totschlags führen.
Die Privilegierung konnte nur der Mutter zugutekommen. Teilnehmer an ihrer Tat, also Gehilfen oder Anstifter, wurden wegen Teilnahme am § 211 StGB (Mord) oder § 212 StGB (Totschlag) bestraft (§ 50 a. F., ab 1975 § 28 und § 29 StGB).
Für die Nichtehelichkeit eines Kindes waren hier nicht die zivilrechtlichen Vorschriften des Familienrechts maßgeblich, sondern die tatsächlichen Verhältnisse. Die Mutter durfte mit dem leiblichen Vater des Kindes weder bei der Empfängnis noch bei der Geburt in formell gültiger Ehe verheiratet sein. Die Tötung des zivilrechtlich als ehelich geltenden im Ehebruch gezeugten Kindes war also nur als Kindestötung strafbar.
Die Tötung musste mit Vorsatz während oder gleich nach der Geburt, also in der Zeit der andauernden Gemütserregung geschehen. Der Tatbestand konnte auch durch Unterlassen verwirklicht werden, zum Beispiel durch Unversorgtlassen des Neugeborenen.
In der DDR wurde die Tötung eines (ehelichen oder nichtehelichen) Kindes durch die Mutter in oder gleich nach der Geburt ab 1968 nicht mehr nach o. g. Bestimmungen, sondern als Totschlag mit Freiheitsstrafe von sechs Monaten bis zu zehn Jahren bestraft (§ 113 Nr. 2 StGB-DDR).

### Deutschland (seit 1998)
Seit 1998 ist Kindstötung nicht mehr gegenüber anderen Tötungsdelikten privilegiert. Der Strafrahmen hat sich daher nach oben erweitert. Entsprechende Taten werden meist als Totschlag beurteilt. Nach dem Willen des Gesetzgebers ist der minder schwere Fall des Totschlags nach § 213 StGB in Betracht zu ziehen: „Die psychische Ausnahmesituation einer Mutter, die ihr eheliches oder nichteheliches Kind in oder gleich nach der Geburt tötet, kann durch die Anwendung des § 213 StGB Berücksichtigung finden“. Wenn die Tat aus „krasser Selbstsucht“ erfolgt, kann sie aber auch als Mord eingestuft werden.

### Österreich
Das Delikt der Tötung des Kindes bei der Geburt stellt nach § 79 des österreichischen Strafgesetzbuches (StGB) gegenüber dem Grunddelikt der vorsätzlichen Tötungsdelikte, dem Mord (§ 75 StGB), eine Privilegierung dar. Der Tatbestand liegt dann vor, wenn die Mutter das Kind während des Geburtsvorganges oder unmittelbar danach (sofern sie noch unter Einwirkung des Geburtsvorganges steht) tötet. Die Privilegierung kann nur der Mutter des Kindes zugutekommen (vgl. § 14 Abs. 2 StGB).

### Schweiz
Eine Mutter, die ihr Kind während der Geburt oder solange sie unter dem Einfluss des Geburtsvorgangs steht, tötet, wird wegen Kindestötung nach Art. 116 Strafgesetzbuch bestraft.